# Дагестани, Казем
Казем Наджиб Дагестани (араб. كاظم نجيب الداغستاني‎; 1900, Сирия — 1985, Сирия) — социолог, философ, литератор, литературный критик, доктор социологических наук, доктор философских наук, автор книг по философии, социологии и статей в сирийских и арабских газетах. В 1940—1942 — начальник канцелярии премьер-министра, затем канцелярии президента Сирии.
Казем Дагестани внес значительный вклад в философию и социологию. К. Дагестани выпускник факультета прав Дамасского университета, окончил аспирантуру Сорбонны и впервые в Сирии блестяще защитил докторскую диссертацию по социологии. Казем автор десятков фундаментальных трудов по философии и социологии, автор множества литературных и критических статей в арабских и сирийских газетах. В 1940—1942 годах работал начальником канцелярии премьер-министра, затем канцелярии президента Сирии. В 1946 году назначен представителем Сирии в Лиге арабских государств.

## Биография
Казем Дагестани, рутулец по происхождению (с. Шиназ), родился в 1900 г (по другим данным в 1898 г.) в Дамаске (Сирия, Османская Империя).
Дальними предками Казима являются известный южнодагестанский учёный XVIII века, астроном, автор множества научных трудов на арабском языке Исмаил-эфенди аш-Шинази, а также муфтий Шеки и Ширвана шейх ал-Хаджжи Мухаммад Челеби ал-Халаби аш-Шинази. Казим ад-Дагистани женился на Инаам Азза ал-Азм в 1935 году, и у пары была разница в возрасте. Инаам училась во францисканской школе в г. Дамаск и овладела французским, арабским и немного английским языками. В 1940 году у них родился сын, которого родители назвали Наджиб.
Получил начальное образование в Восточном Колледжа в Захла (Ливан). В 1924 г вернулся в Дамаск и получил степень бакалавра. Затем отправился во Францию и поступил в Университет Сорбонны в Париже, получил диплом и степень доктора в области социальных наук в 1933 г, написал книгу «Большая история дома Шами»(«حكاية البيت الشامي الكبير»), которая была опубликована в 1972 году. Один из авторов создания в Дамаске журнала «Культура» в апреле 1933 г. Он также опубликовал много рассказов, литературных и социальных исследований в сирийских и арабских журналах. В 1940-42 — занимал должность начальника канцелярии премьер-министра Сирии, затем канцелярии президента Сирии. В 1946 году назначен представителем Сирии в Лиге арабских государств. Умер в 1985 году.

## Творчество

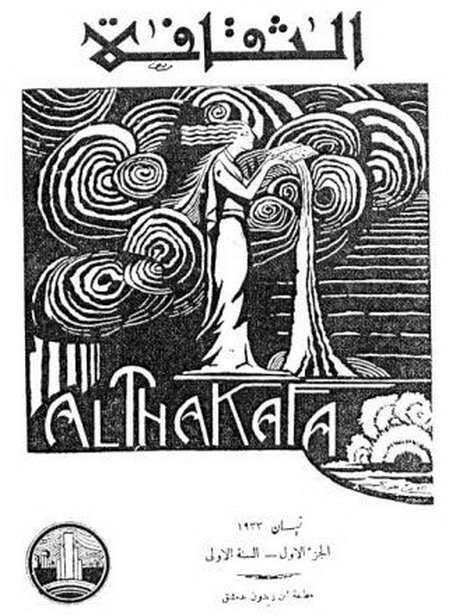
Обложка журнала «Al-Thakafa» («Культура») (1933)

- День Хаджи Керима (La journée d’Hadji Kérime), 1911[8]

- Социологическое исследование современной мусульманской семьи в Сирии (Étude sociologique sur la famille musulmane contemporaine en Syrie), 1932[9]

- «Великий дом Шама» (1933) «البيت الشامي الكبير»

- «Он все это прожил» «عاشها كلها»[2]

- «ثقافة» («Al-Thakafa») Журнал «Культура»

## Семья
- Талеб Дагестани - племянник.
- Ульфат Идлиби - двоюродная сестра.